# Калмакське
Калма́кське (рос. Калмакское) — село у складі Армізонського району Тюменської області, Росія.
Населення — 616 осіб (2010, 679 у 2002).
Національний склад станом на 2002 рік:
- росіяни — 96 %